# Cristo rodeado de ángeles cantores y músicos
Cristo rodeado de ángeles cantores y músicos o Retablo de Santa María la Real de Nájera, es un tríptico del pintor flamenco de origen alemán Hans Memling, activo en Brujas en la segunda mitad del siglo XV. El retablo fue encargado por ricos comerciantes españoles como retablo mayor para la iglesia monástica de Santa María la Real de Nájera. Solo sobreviven tres paneles del retablo original. En el siglo XIX fueron adquiridos por el Museo Real de Bellas Artes de Amberes, donde ahora se exhiben. Estos paneles han sido descritos como una obra de vanguardia en el arte decorativo de la época. 

## Contexto
El retablo fue encargado en 1487 por los cónsules de los mercaderes españoles en Brujas, Pedro y Antonio de Nájera, para decorar el altar mayor de la iglesia abacial de Santa María la Real de Nájera, antiguo panteón de los reyes de Navarra. Hans Memling se encontraba en la cumbre de su arte y este fue uno de sus encargos más grandes e importantes. Algunos de los ornamentos de las ricas prendas litúrgicas de las 17 figuras (de tamaño algo mayor que el natural) representadas llevan las armas de Castilla y León.  El retablo original era enorme, y los tres paneles sobrevivientes probablemente formaban parte de su nivel superior. El panel central representaba la Asunción de la Virgen, los paneles laterales a los apóstoles, una predela y probablemente también cimacio con Dios Padre, todos se han perdido.
Esta es una obra rara en la que se representa a Cristo rodeado de ángeles músicos.  A  finales del siglo XVII el altar mayor fue sustituido por uno barroco y, pesar de su alta calidad, el anterior sufrió siglos de abandono; en 1885 los paneles superiores fueron comprados por un marchante de arte y vendidos al gobierno belga, que los confió al Museo Real de Bellas Artes de Amberes.  Una extensa campaña de restauración comenzó en 2001. Fueron necesarios un total de 16 años, debido en parte a la gran superficie de la obra y a la complejidad del tratamiento. Tras la limpieza y retirada de suciedad y viejos barnices, la obra recuperó su color, profundidad y detalle.

## Composición

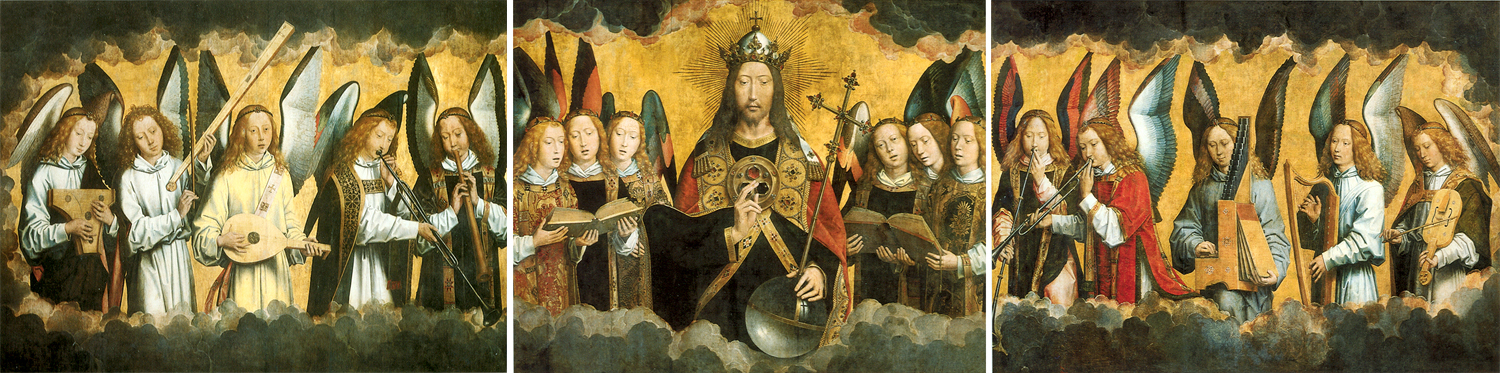
Los tres paneles antes de la restauración.

Cristo rodeado de ángeles se alza sobre un fondo dorado enmarcado de nubes negras. Rayos irradian de su cabeza y no aureola, en el cuello de su túnica están las palabras Agyos Otheos (Dios Santo). Las tres piedras preciosas que adornan el peroné de su manto evocan a la Santísima Trinidad: Dios Padre, Dios Hijo y Espíritu Santo. Con su corona real y su orbe de cristal coronado por una cruz, reina sobre el reino cristiano, tanto celestial como terrestre. Está flanqueado por dieciséis ángeles que cantan (6) y tocan música (10). Sus instrumentos son típicos del siglo XV.
La escena posiblemente se inspiró en el pasaje del Evangelio de Mateo, que menciona: “Cuando el Hijo del Hombre venga en su gloria, acompañado de todos los ángeles, entonces se sentará en su trono de gloria” (Mateo 25:31). -46).
El panel central representa a Cristo bendiciendo y mirando hacia abajo en dirección a la Virgen María, su madre, acompañado de tres ángeles a cada lado. Cada grupo de ángeles canta sosteniendo un cancionero grande. En los paneles de los dos lados, los ángeles tocan instrumentos musicales, cinco en cada lado. En el panel izquierdo los instrumentos son, de izquierda a derecha, un salterio, una tromba marina, un laúd, una trompeta y una chirimía. En el panel derecho, de izquierda a derecha, hay una trompeta recta, una trompeta en bucle, un órgano portátil, un arpa y una viola. Los paneles miden 1,70 m de alto, por lo que las figuras, o lo que se puede ver de ellas, las nubes ocultan la parte inferior de los cuerpos, son de tamaño algo mayor del natural.
El detalle y realismo de la obra ha permitido a los especialistas en música antigua producir muchas réplicas de los instrumentos presentes en estos paneles. 

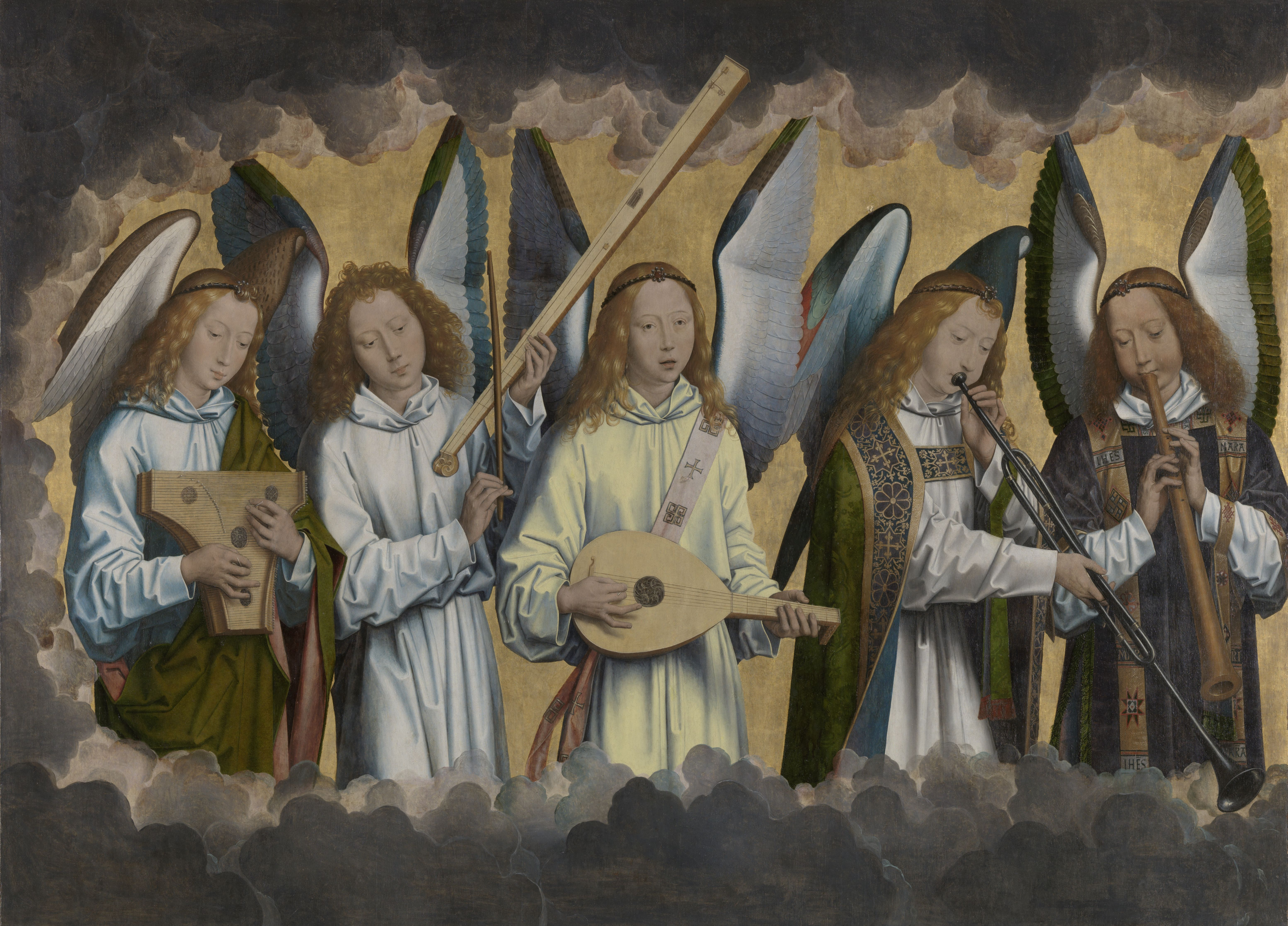
El panel izquierdo tras la restauración.

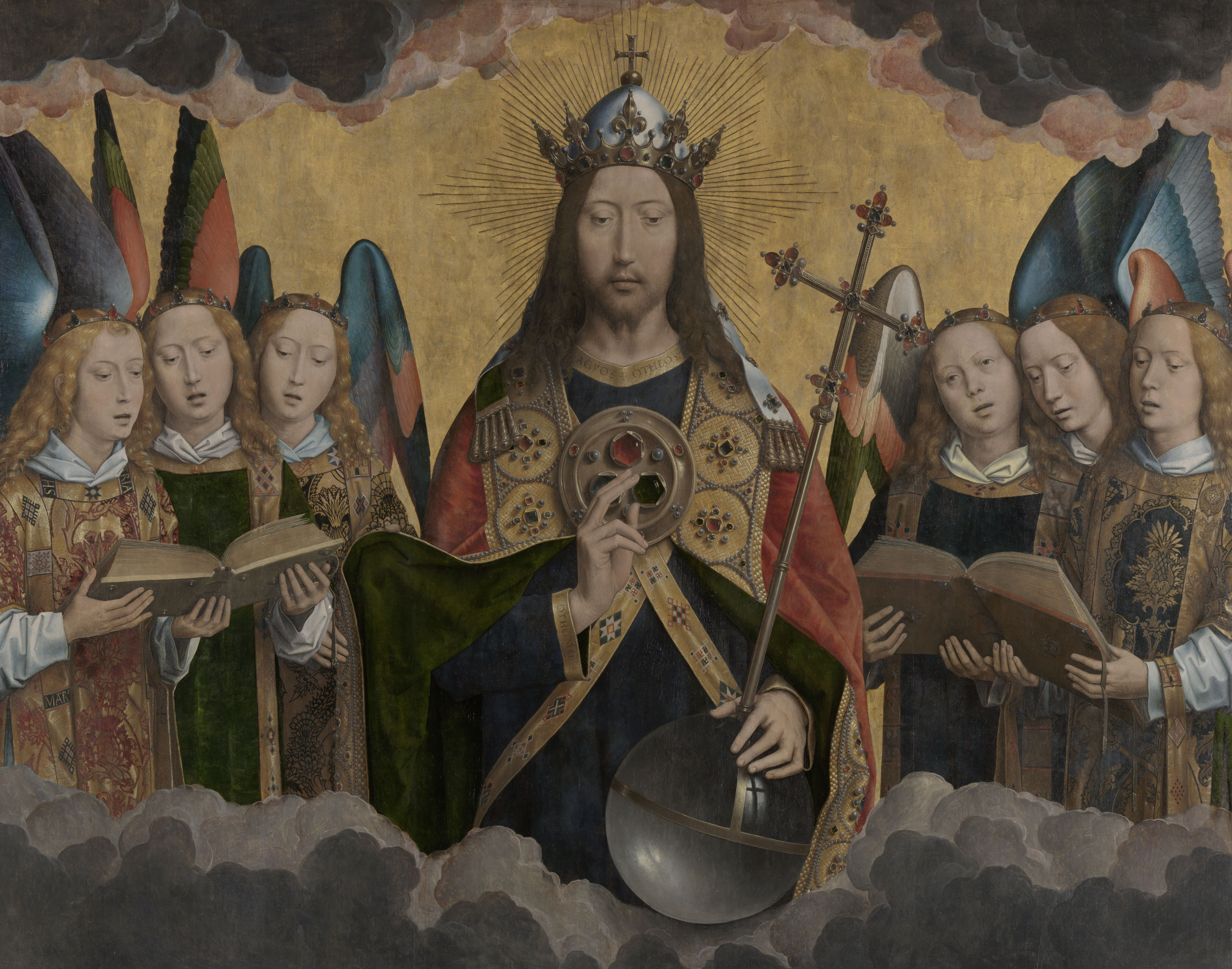
El panel central tras la restauración.

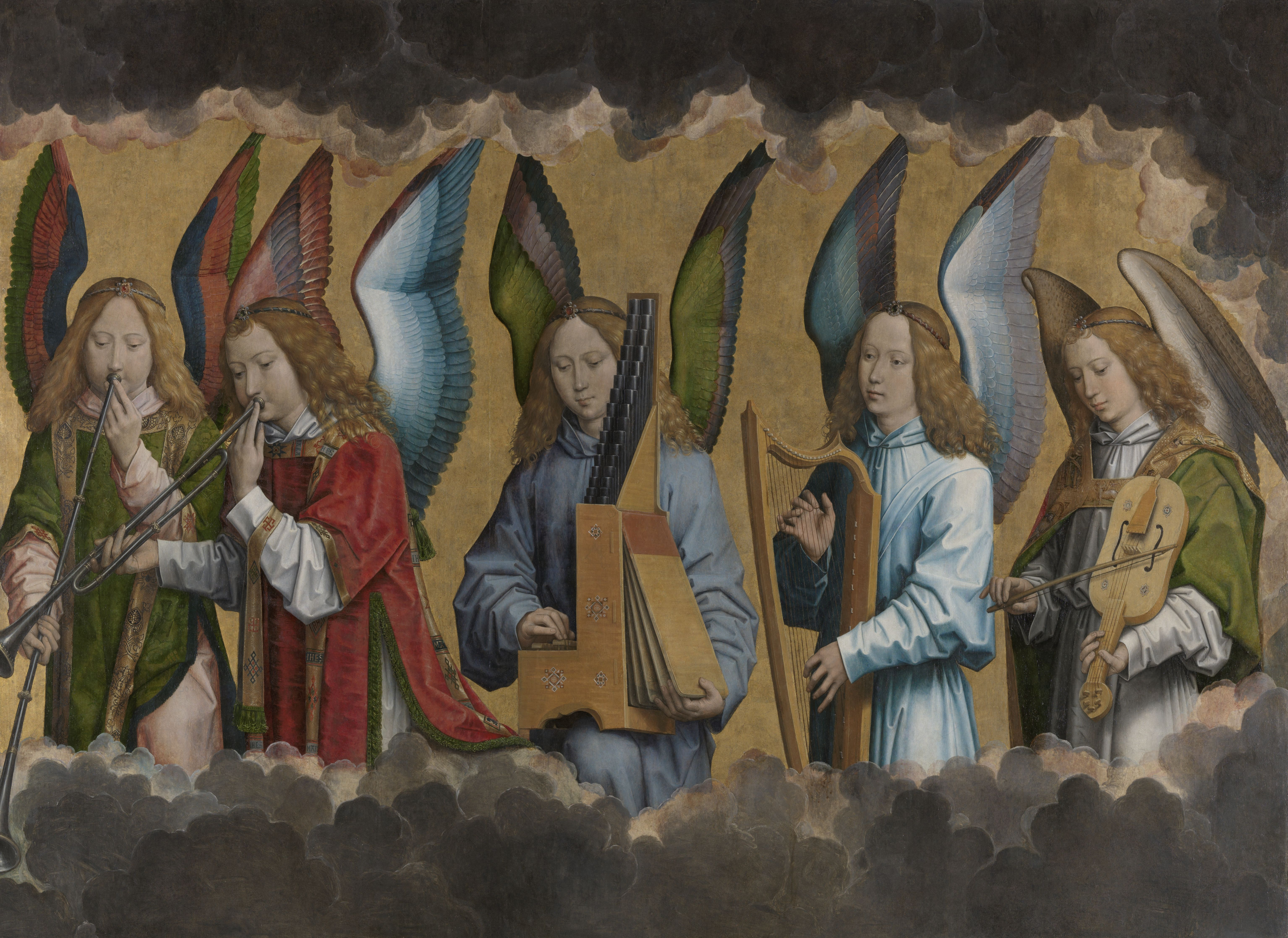
El panel derecho tras la restauración.